# 제로레이팅
제로레이팅(Zero-rating)이란 특정 웹사이트에만 접속을 허용하거나 광고로 서비스 보조금을 지급하거나 특정 웹사이트에 데이터 허용량을 면제하는 등 특정 조건 하에서 금전적 비용 없이 인터넷 접속을 제공하는 관행을 말한다.
제로레이팅을 논의하는 평론가들은 종종 망 중립성의 맥락에서 이를 제시한다. 대부분의 소식통에서는 제로레이팅 사용이 망 중립성 원칙에 어긋난다고 보고하지만, 망 중립성 보호를 유지하면서 사람들이 제로레이팅 프로그램을 통해 어느 정도 혜택을 받을 수 있는지에 대해 망 중립성 옹호자들 사이에는 엇갈린 의견이 있다. 제로 레이팅 지지자들은 소비자들이 더 많은 데이터에 접근할 수 있는 선택을 할 수 있게 하고 더 많은 사람들이 온라인 서비스를 사용하게 한다고 주장하지만, 비평가들은 제로 레이팅이 가난한 사람들을 착취하고 검열의 기회를 창출하며 자유 시장을 교란한다고 믿는다.

## 같이 보기
- 위키백과 제로
- 심층 패킷 검사